# Hostýnsko-vsetínská hornatina
Hostýnsko-vsetínská hornatina je plochá hornatina o rozloze 629 km² a střední výšce 552 m n. m. Nejvyšším vrcholem je Vysoká (1024 m n. m.) ve Vsetínských vrších. Dalšími významnými vrcholy jsou Soláň (861 m n. m.) a Kelčský Javorník (864 m n. m.), nejvyšší vrchol Hostýnských vrchů.

Vnější Západní Karpaty, Hostýnsko-vsetínská hornatina vyznačena červeným polem

## Geologie
Podloží Hostýnsko-vsetínské hornatiny jsou tvořeny hlavně flyšovými horninami račanské jednotky magurské skupiny příkrovů s pokryvy kvartérních usazenin. V úzkém pásu před čelem magurského příkrovu se vyskytují horniny předmagurské a slezské jednotky vnější skupiny příkrovů.

## Geomorfologie
Hostýnsko-vsetínská hornatina je geomorfologickým celkem Západních Beskyd. Ty jsou geomorfologickou oblastí Vnějších Západních Karpat, které jsou geomorfologickou subprovincií geomorfologické provincie Západní Karpaty. Ty jsou částí geomorfologického subsystému Karpat. Hostýnsko-vsetínská hornatina se dělí na dva geomorfologické podcelky Hostýnské vrchy a Vsetínské vrchy. Seznam nejvyšších a nejprominentnějších hor a kopců obsahuje Seznam vrcholů v Hostýnsko-vsetínské hornatině.

## Hostýnské vrchy
Nejvyšším bodem Hostýnských vrchů je Kelčský Javorník (864 m n. m.), nejznámější horou je sousední Hostýn (736 m n. m.). Tento výrazný vrch nese stopy osídlení již z období pravěku, kdy na jeho temeni bylo vybudováno opevněné hradiště: základ opevnění vybudoval již v době popelnicových polí lid kultury lužické zhruba kolem roku 1200 př. n. l., přestavba opevnění pochází z následujícího období pozdní doby bronzové, kdy bylo hradisko obydleno lidem kultury slezské (kolem roku 1000 př. n. l.) a třetí předkeltská fáze z doby kolem roku 600 př. n. l. náleží kultuře platěnické, tedy již starší době železné. Keltové v době laténské (zhruba v 2.–1. století př. n. l.) zřejmě využili pro vybudování svého opevnění starých valů; jejich pozůstatky v některých místech dosahují stále výšky až osm metrů. V dnešní době je Hostýn nejvýznamnějším mariánským poutním místem na Moravě. Na jeho nižším vrcholu (718 m n. m.) stojí bazilika Nanebevzetí Panny Marie. K významným kopcům patří rovněž Jehelník, Obřany, Čerňava a Troják.
Hostýnské vrchy jsou v létě především baštou turistiky a cykloturistiky. Mnoho kilometrů turistických a cykloturistických tras láká turisty hlavně ze Zlínska, Kroměřížska a Přerovska. V zimě nabízí dobré podmínky k lyžování skiareály Tesák, Troják, Rusava atd. Pro běh na lyžích jsou vhodné hřebenové trasy, např. Hostýn–Tesák nebo Troják–Rajnochovice.

## Vsetínské vrchy
Jsou vyšším z obou podcelků, nachází se v nich jediná tisícovka Hostýnsko-vsetínské hornatiny – Vysoká (1024 m n. m.).

## Hydrologie
V Hostýnsko-vsetínské hornatině pramení řeky Dřevnice, Juhyně a Moštěnka, které jsou přítoky Moravy. Dále zde pramení Rožnovská a Vsetínská Bečva, které se slévají a tvoří Bečvu, která je rovněž přítokem Moravy. Ve východní části Vsetínských vrchů pramení Bílá Ostravice, jež po soutoku s Černou Ostravicí vytváří Ostravici, která se vlévá do Odry.